# San Felipe, Costa Rica
San Felipe är en ort i Costa Rica.   Den ligger i provinsen San José, i den centrala delen av landet, 4 km sydväst om huvudstaden San José. San Felipe ligger 1 127 meter över havet och antalet invånare är 24 985.
Terrängen runt San Felipe är varierad. Runt San Felipe är det mycket tätbefolkat, med 1 313 invånare per kvadratkilometer. Närmaste större samhälle är San José, 4,0 km nordost om San Felipe. Runt San Felipe är det i huvudsak tätbebyggt.